# 2-Aminobenzophenon
2-Aminobenzophenon weist neben einer aromatische Ketongruppe eine Aminogruppe auf und dient als Ausgangsstoff für viele benzoanellierte Heterocyclen, sowie für Pestizide, pharmazeutische Arzneistoffe und Pigmente.

## Vorkommen und Darstellung
Im Jahr 1894 berichteten Carl Graebe und Fritz Ullmann die Synthese von o-Aminobenzophenon durch Hofmann-Umlagerung von o-Benzoylbenzoesäureamid mit aus Brom im Alkalischen gebildeten Natriumhypobromit.
Von Hans-Jürgen Quadbeck-Seeger und Mitarbeiter stammt eine Variante des Hofmann-Abbaus mit Natriumhypochlorit, wobei 2-Aminobenzophenon in 98%iger Ausbeute erhalten wird.
Eine dreistufige Synthese von 2-Benzoylanilin, ausgehend von 2-Nitrobenzylchlorid, wurde kurz darauf von Siegmund Gabriel beschrieben.
In einer Friedel-Crafts-Alkylierung wird dabei 2-Nitrobenzylchlorid mit Benzol umgesetzt, die Methylengruppe mit Chromtrioxid CrO3 zur Ketongruppe oxidiert und die aromatische Nitrogruppe mit Zinn(II)-chlorid SnCl2 zum Amin reduziert. Die Gesamtausbeute über alle Stufen betrug ca. 54 %.
Ein Standardverfahren geht aus von preisgünstiger Anthranilsäure, die nach Schutz der Aminogruppe mit Tosylchlorid mit Phosphorpentachlorid zum Säurechlorid umgesetzt wird, das mit Benzol in einer Friedel-Crafts-Acylierung zum geschützten Benzophenon reagiert.
Die Tosylgruppe wird mit starken Säuren, wie z. B. konzentrierter Schwefelsäure oder Salzsäure abgespalten und die Aminofunktion mit Ammoniumhydroxid freigesetzt. Die Gesamtausbeute beträgt 54 %.
Eine Reihe von Alternativrouten ist in der Literatur beschrieben, die sich aber wegen teurer Reaktanden, mehrstufiger Reaktionsfolgen und geringer Ausbeuten nicht durchgesetzt haben.

## Eigenschaften
2-Aminobenzophenon ist ein gelber kristalliner Feststoff, der in Wasser praktisch unlöslich ist und sich in Methanol, heißem Ethanol und DMSO löst.

## Anwendungen
Das Diazoniumsalz von 2-Aminobenzophenon kann mit Kupfer in einer Pschorr-Cyclisierung zu Fluorenon cyclisiert werden.

### Benzoanellierte Heterocyclen aus 2-Aminobenzophenon
In frühen Arbeiten von C. Graebe und S. Gabriel wurde bereits die Darstellung benzoanellierter Stickstoff-Heterocyclen aus 2-Aminobenzophenon beschrieben, wie z. B. das Acridin-Derivat Acridon durch Oxidation mit Blei(IV)-oxid PbO2
und das Chinazolin-Derivat 4-Phenylchinazolin-2-on durch Reaktion mit Harnstoff.
Stellungsisomere Acridone werden bei der säurekatalysierten Umsetzung von 2-Aminobenzophenon mit 1,3-Diketonen, wie z. B. 1,3-Cyclohexandion erhalten.
Sauerstofffreie Chinazoline sind in hohen Ausbeuten bis 95 % durch Reaktion von 2-Aminobenzophenon mit Benzylaminen und Oxidation mit Iod/tert-Butylhydroperoxid I2/TBHP
oder mit Benzaldehyden und Ammoniumacetat in Gegenwart ionischer Flüssigkeiten (engl. ionic liquids IL) zugänglich. Die intermediär entstehenden 1,2-Dihydrochinazoline werden auch durch Luftsauerstoff zu Chinazolinen oxidiert.
In neuerer Zeit wurden auch stickstoffhaltige benzoanellierte Heterocyclen mit drei Stickstoffatomen, wie 1,2,3-Benzotriazine, über das entsprechende Hydrozon und dessen Oxidation mit Blei(IV)-acetat synthetisiert.

### Pharmakologisch aktive Wirkstoffe aus 2-Aminobenzophenon
2-Benzoylanilin wird als Ausgangsstoff für Benzodiazepine, wie z. B. Nitrazepam MogadanR  eingesetzt.
während die Herstellung von Chlordiazepoxid LibriumR  von 2-Amino-5-chlorbenzophenon ausgeht.
Das Antihistaminikum Epinastin kann in einer mehrstufigen Synthese aus 2-Aminobenzophenon erhalten werden.

### Pigmente aus 2-Aminobenzophenon
Die Reaktion von Diethylsuccinylosuccinat mit 2-Aminobenzophenon liefert in einer säurekatalysierten Friedlaender-Kondensation ein blassgelbes Kondensationsprodukt, das mit Chloranil zu einer violetten Zwischenstufe oxidiert wird, die beim Erhitzen ein metallisch grünes unlösliches Pigment ergibt.
Eine Reaktionsvariante unterwirft das lösliche Kondensationsprodukt direkt einer oxidativen Cyclisierung bei hoher Temperatur (255 °C), wobei das Tetrabenzodiazaketoperylen-Pigment als schwarzer kristalliner Feststoff in 95 % Ausbeute anfällt. Pigmentpräparationen der Verbindung zeigen lichtstabile dunkelviolette bis schwarze Farbtöne.
Mit 1,2-Diiodbenzol reagiert 2-Aminobenzophenon in einer Ullmann-Reaktion in Gegenwart von Kaliumcarbonat und Kupfer zu einem gelben Dibenzophenanthrolin-Pigment.